# Škrapy

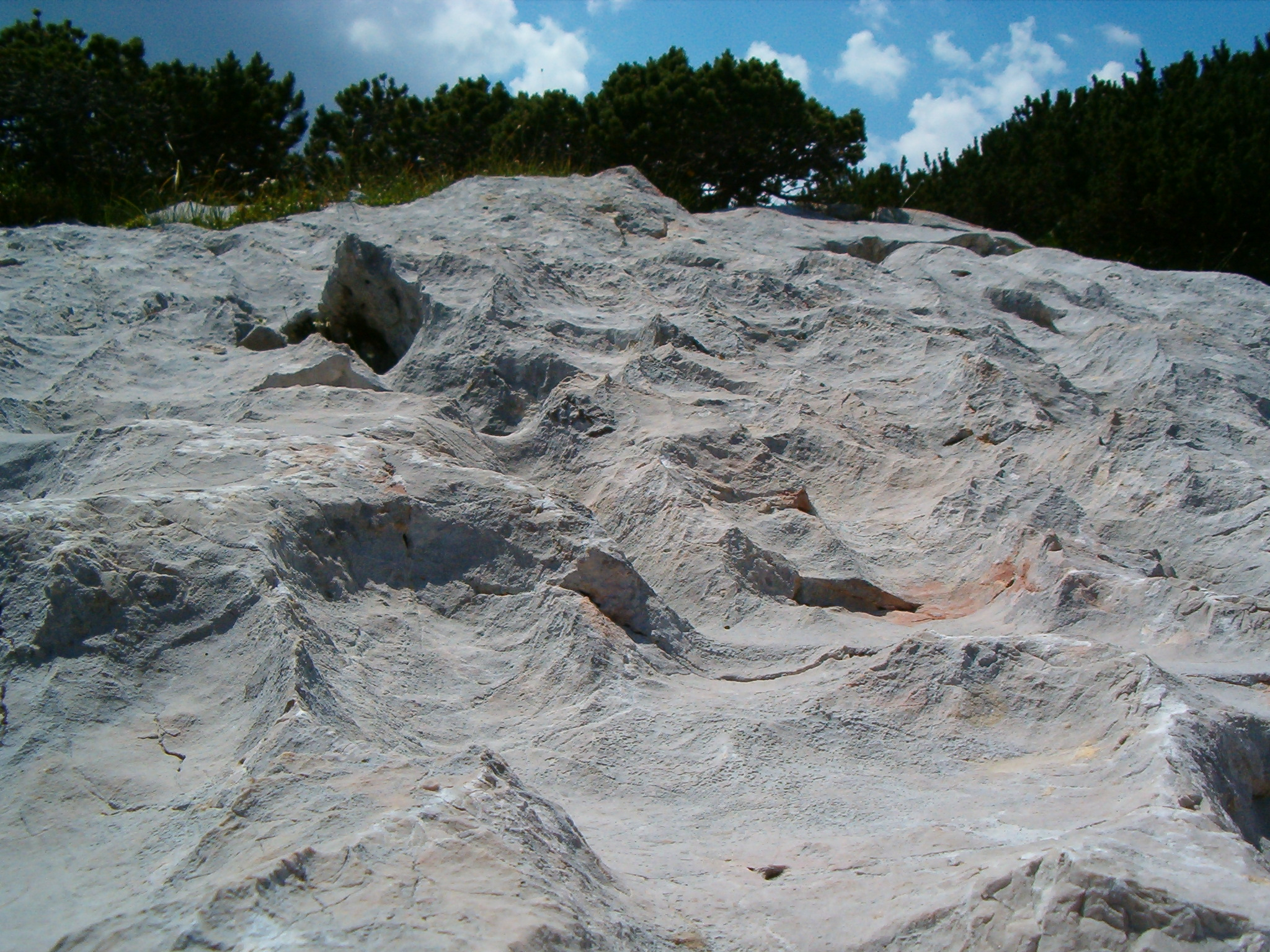
Pohled na typické škrapy v rovinaté oblasti

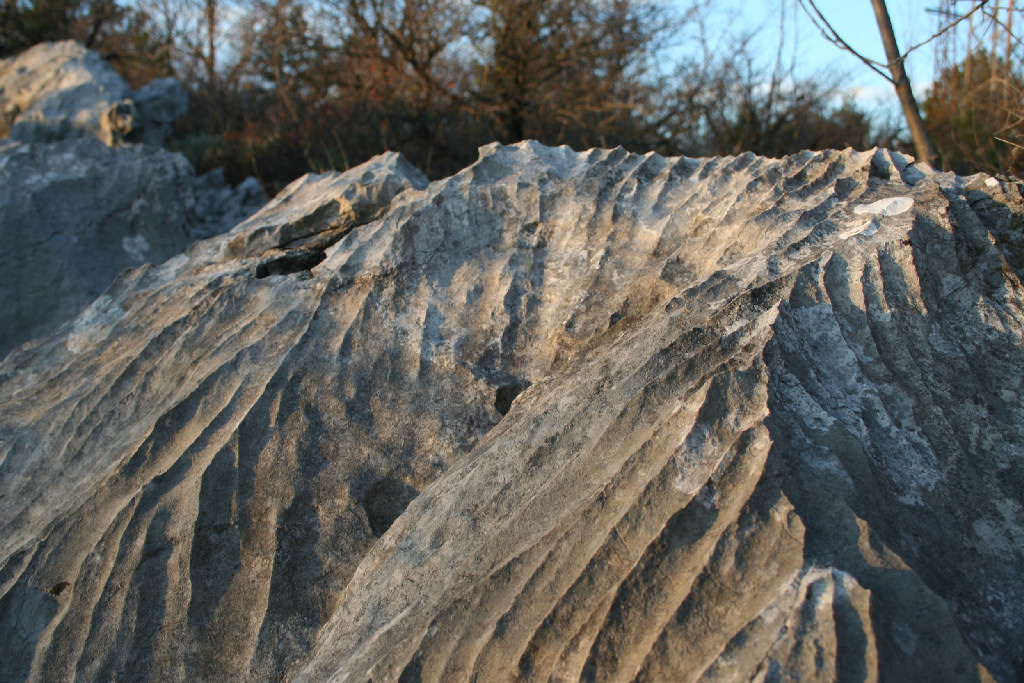
Pohled na dobře vyvinuté škrapy

Škrapy jsou nejcharakterističtější primární krasový jev, který vzniká chemickým zvětráváním horniny, převážně vápence a dolomitů. Jedná se o velmi ostrohranné prohloubeniny či systém hřbítků a žlábků v podložním masívu.
Co do rozměrů, jsou škrapy nejmenšími povrchovými krasovými formami, které většinou nepřesahují dimenzi mikroforem. Koncentrací škrapů na větších plochách vznikají škrapová pole.
Škrapy vznikají korozní činností prosakující vody obohacené o oxid uhličitý na svazích se sklonem 1 až 70 stupňů. Jsou to rýhy s délkou několika metrů, šířkou od několika centimetrů do několika metrů a hloubkou maximálně 2 metry. Jejich tvorbě účinně napomáhají rozpuštěné organické látky. Na vlastnostech podložných krasových hornin (např. směr a hustota puklin) závisí tvar, velikost a způsob uspořádání škrapů.

## Vznik
Škrapy vznikají vlivem srážkové činnosti, kdy dochází k odplavení povrchové půdy a k obnažení vápencového podloží. Dopadající voda začíná reagovat s oxidem uhličitým a vzniklá slabá kyselina uhličitá reaguje s vápencem, který se začíná pozvolna rozpouštět. Voda odplavuje vzniklý roztok a v místě rozpouštění začínají vznikat malé prohlubně. Místa, kde vzniknou první prohloubeniny, mají schopnost déle udržovat vodu, což vede k delší chemické reakci – snížená místa jsou stále rychleji prohlubována, až dochází ke vzniku tzv. geologických varhan.
Obnažené skály se vlivem slunečního záření často rozpalují až na teplotu okolo 50 °C, což napomáhá udržení teplomilných rostlin v krasových oblastech.

## Výskyt

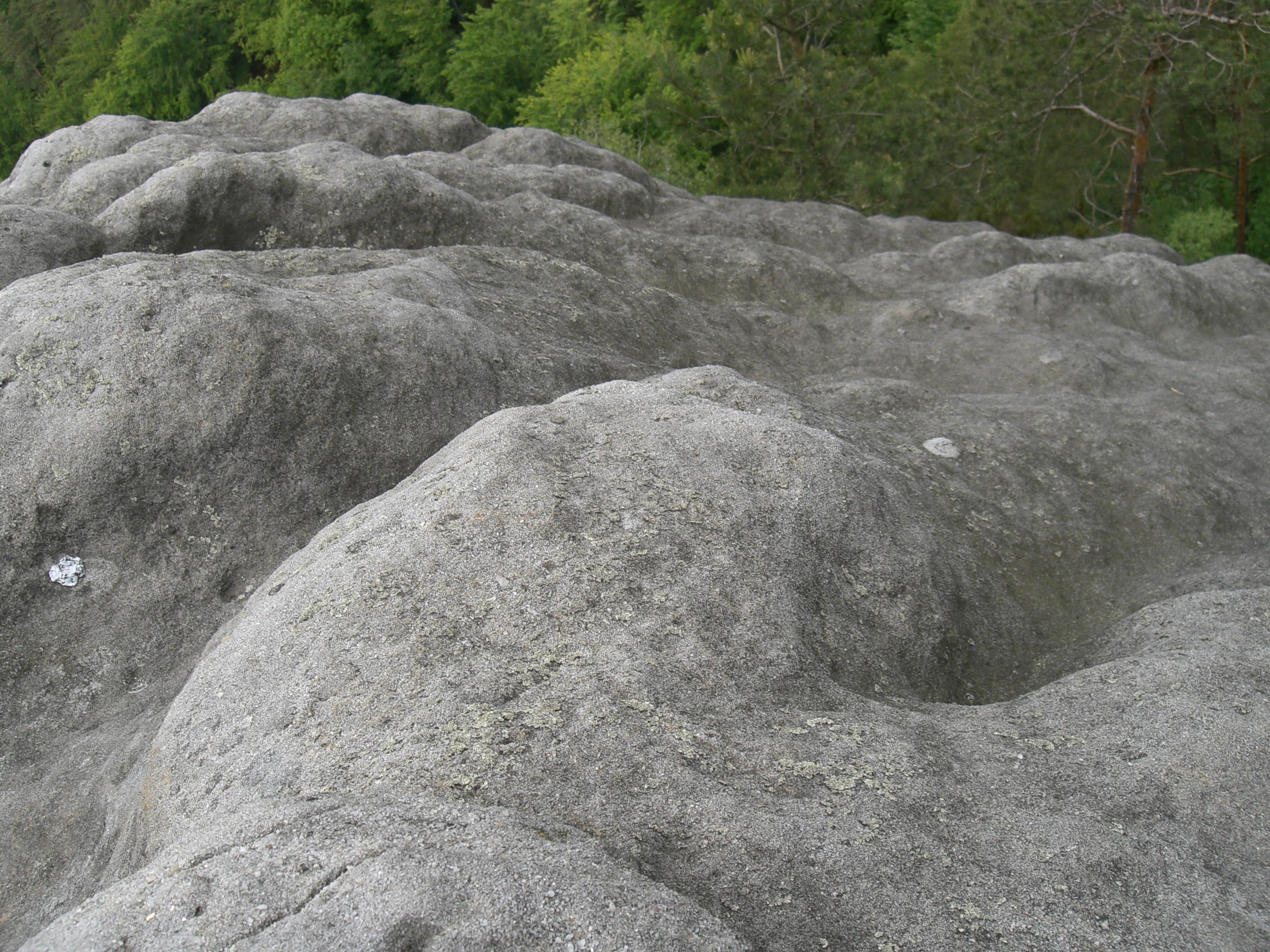
Pseudoškrapy v pískovci v oblasti Labských pískovců

Škrapy jsou častým geologickým jevem, který se vyskytuje ve většině oblastí, kde je vápencové (či dolomitové) podloží, u kterého dojde k jeho obnažení a působení dopadající, či tekoucí vody.
V některých zvláštních případech se lze s obdobným jevem setkat i v oblasti pískovcových skal, kde není ale hornina rozpouštěna chemicky, ale jednotlivá zrníčka jsou odplavována pryč, což vytváří podobnou strukturu. V takovýchto případech hovoříme o pseudoškrapech. Ty mohou vznikat i na některých nekrasových horninách (např. na sopečných tufech). Příčinou jejich vzniku může být selektivní zvětrávání hornin.